# Pont de Sainte-Anne
 (mars 2021).

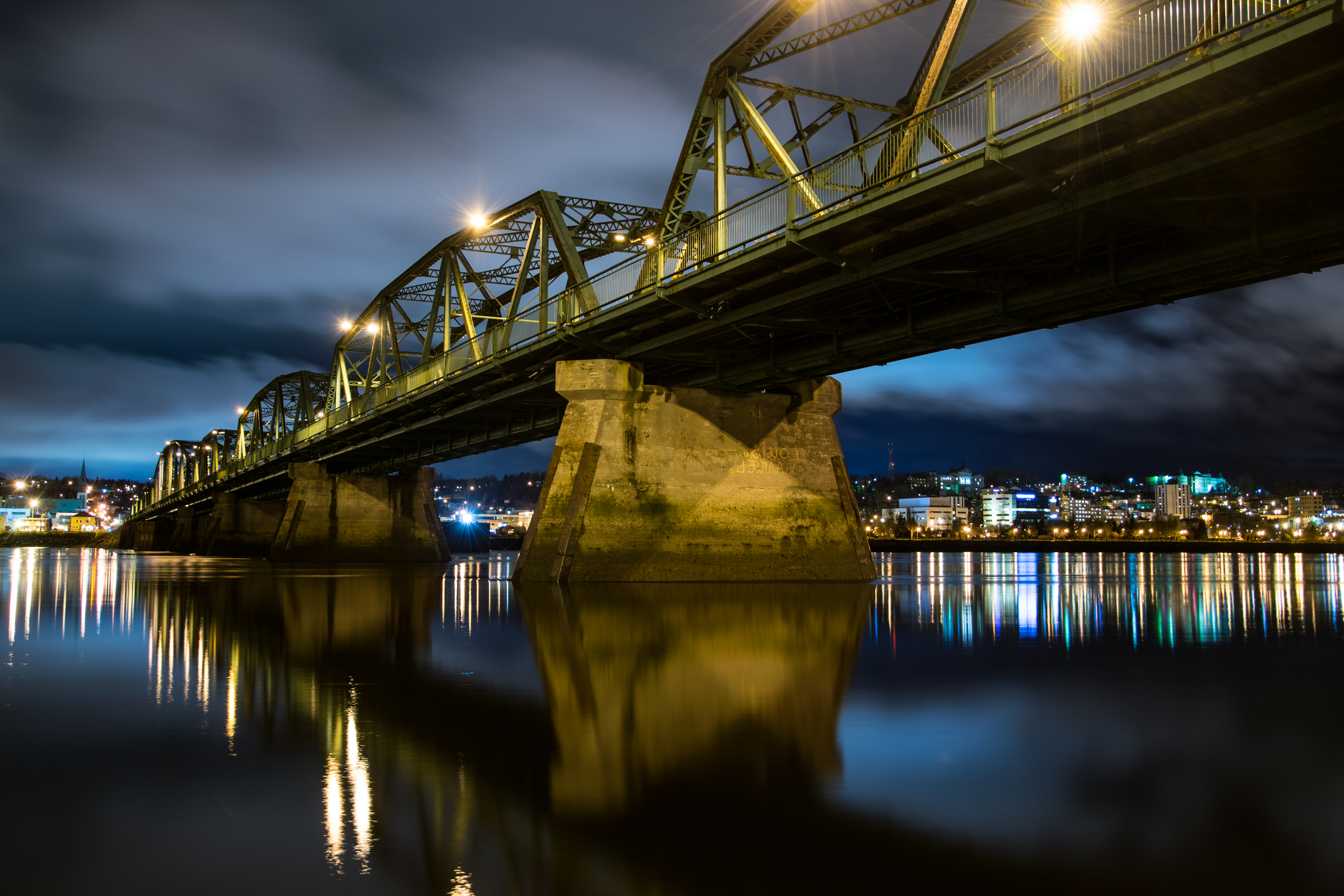
Le pont Sainte-Anne de nuit avec les lumières de Chicoutimi (2016).

Le pont de Sainte-Anne (nommé en l'honneur du village de Sainte-Anne-de-Chicoutimi) est un pont en treillis de la province de Québec, au Canada, qui traverse la rivière Saguenay à la hauteur de l'arrondissement Chicoutimi (Saguenay). Précédé par un service de traversiers, il représenta, de 1933 à 1972, la seule liaison directe entre la ville de Chicoutimi et la couronne nord du Saguenay (à l'époque, Sainte-Anne-de-Chicoutimi et le canton Tremblay). La construction du pont Dubuc viendra rendre obsolète cette traverse qui n'est présentement ouverte qu'aux cyclistes et piétons.

## Histoire
La nécessité de construire un pont entre Chicoutimi et Sainte-Anne (Chicoutimi-Nord) est présente depuis la fin du  XIXe siècle. Avant sa construction, les voyageurs qui circulaient entre les deux rives utilisaient le traversier durant l’été et les ponts de glace durant l’hiver, lorsque la glace sur la rivière Saguenay est suffisamment solide. Le village de Saint-Anne demeurait isolé pendant une bonne partie de l'automne, lorsque la glace n'est pas assez épaisse, et le printemps, pendant la fonte des glaces. Le projet d’un pont est d’abord présenté par le député conservateur à l’Assemblée nationale du Québec, Honoré Petit, en 1896. Le projet prendra 30 ans avant de devenir réalité.
Le pont devient une nécessité réelle en 1926 à la suite de la construction de la centrale de l'Isle-Maligne à Alma de la compagnie Alcan, qui perturbe le débit du Saguenay et ralentit la prise de la glace sur ce dernier. Cette situation vient retarder l’ouverture des ponts de glace et allonge l'isolement de Chicoutimi-Nord.
Des études et des plans sont effectués et quatre emplacements sont suggérés. C’est la rue Sainte-Anne qui est choisie pour servir de continuité au pont à Chicoutimi. Les appels d’offres arrivent en même temps que la construction d’une deuxième centrale d’Alcan sur le Saguenay, celle de Chute-à-Caron. La firme A. Janin & Cie est choisie pour la construction des poutres et du tablier. La Dominion bridge est chargée de l’armature de métal du pont. Le 1er décembre 1933, les travaux sont terminés et 3 décembre 1933, il est ouvert à la circulation. Son coût final est de 1,2 million de dollars.  Le pont est reconnu, en 1933, comme un pont extrêmement moderne. En effet, à cette époque, il est le pont qui possède la plus longue travée tournante en Amérique du Nord, même si elle n'a pas été beaucoup utilisée.

### Construction
Le 10 août 1931, les entrepreneurs locaux Desantis et Gagnon & Tremblay débutent la construction des approches du pont. L'approche de Chicoutimi mesure 189 mètres, ce qui correspond à 620 pieds (″), avec une pente de 2 pour cent et l'approche de Chicoutimi-Nord fait 259 mètres (850 pieds) à 3 pour cent.  
La construction du Pont de Saint-Anne débuta le 8 novembre 1931 par la pose de pieux et l’installation de palplanches de type Larssen à 4,5 mètres (15 pieds) dans le lit de la rivière Saguenay situé à une profondeur de 14 mètres (45 pieds) sous la surface (1-35). 
C’est la Eastern Canada Steel & Iron Works qui est chargée de réaliser la conception des ancrages d’acier et des palplanches tandis que la compagnie A.Janin & Co. s’occupe d’ériger les piliers de béton et la base de la travée. 
Cette première phase, effectuée à l’aide de chalands, a permis de retenir la rivière pour le coulage des fondations de béton. Sur les neuf piliers coulés, les six soutenant la structure du pont sont ancrés à une profondeur de 7 mètres (22 pieds) tandis que ceux qui formeront le seuil de la travée pivotante, en perpendiculaire à la travée, sont ancrés à une profondeur de 15 mètres (50 pieds).
Le débit changeant et la débâcle du printemps de la rivière Saguenay sont les principaux obstacles rencontrés par les concepteurs du pont qui devront revoir les plans de la base soutenant la partie pivotante de la structure. Cette révision des plans est effectuée à la suite d'une crue rapide de la rivière survenue à l’automne 1932 ; le débit du Saguenay passe alors de 1 557 m3/s à 7 079 m3/s et emporte un des piliers de la structure. Cet incident causera un arrêt des travaux de deux semaines.

### De nos jours
Le pont est fermé à la circulation automobile en 1972 (remplacé dans ce rôle par le pont Dubuc). Il n'est maintenant ouvert qu’aux cyclistes et aux piétons. Chaque année, le 1er juillet, le pont sert de base de lancement aux feux d’artifice de la fête du Canada. Le 9 décembre 2013, le pont sert de liaison  entre les deux rives pour les piétons, à la suite d'un incendie d'une poutre du pont Dubuc qui demeure fermé aux automobilistes.
Le 7 décembre 2020, il est cité comme immeuble patrimonial par la ville de Saguenay.

## Structure

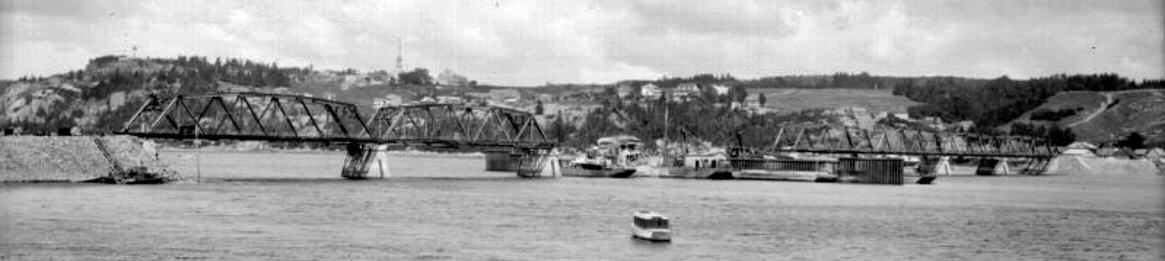
Le pont avant l'installation de la travée tournante (septembre 1933).

La base accueillant la travée lorsqu’elle pivote, composée de trois îlots porteurs totalisant 14 000 tonnes de béton, est finalement recouverte par des palplanches d’acier qui maintiennent le tout en formant un seul caisson de 131 mètres de long par 14 mètres de largeur qui la protègent des collisions avec les bateaux, des marées de 8 mètres et des glaces en hiver. Quand elle ne recouvre pas les îlots de béton, la couverture métallique est soutenue par une charpente de bois faite de madriers de 300 millimètres d’épaisseur (12″ x 12″)  en B.C. Fir. L’intérieur de certains des encoffrements créés par cette charpente est recouvert de feuilles de métal puis rempli de béton.
Faisant 56 mètres (185 pieds) chacune, les 6 travées fixes et indépendantes du pont sont soutenues en treillis par un système de poutres Warren à cordes polygonales qui se déploient en arc au-dessus du tablier.
L’imposante structure en fer forgé se bombe davantage sur la travée centrale qui fait 114 mètres (185 pieds) et pèse 72,5 tonnes. Installée en dernier, cette travée pivotante en porte-à-faux fut conçue et réalisée par la Dominion Bridge. Le moteur permettant la rotation de cette partie du pont est alimenté à l’électricité et permet de laisser passer les bateaux en 2 minutes. Cette travée pivotante est la plus longue du genre en Amérique et la seconde plus longue du monde.
L’allée du pont est en béton sauf sur la travée tournante où ce sont des planches créosotées, moins lourdes, qui soutiennent l’asphalte. En tout, sa partie carrossable fait 6 mètres et les trottoirs en porte-à-faux de chaque côté du pont font 1,5 mètre de largeur.
Avec les approches, le pont Sainte-Anne fait 913 mètres (2 995 pieds). La structure à elle seule fait 456 mètres (1 485 pieds).
En mars 2015, le Ministère des transports du Québec en collaboration avec la Ville de Saguenay s'entendent pour réaliser une étude sur la capacité structurale du pont de Sainte-Anne.